# Athletic Federation of the Republic of Kazakhstan
La Federazione Kazaka di atletica leggera (in kazako Федерация легкой атлетики Республики Казахстан?, in inglese Quazaq Athletics, in russo Федерация лёгкой атлетики Республики Казахстан? abbreviato in FLA RK) è una federazione sportiva che ha il compito di promuovere la pratica dell'atletica leggera e coordinarne le attività dilettantistiche ed agonistiche in Kazakistan. 

## Storia
Il 25 marzo 1918, Alexey Mikhailovich Ogorodnikov registrò presso le autorità sovietiche il “Circolo sportivo di Semipalatinsk”, in cui uno dei tipi principali era l'atletica.
Nel 1959, sulla base delle sezioni di tutti i sindacati esistenti sotto il Consiglio centrale dell'Unione delle società e organizzazioni sportive dell'URSS, furono create le federazioni sportive, inclusa la Federazione di atletica leggera dell'URSS. Nello stesso anno fu costituita la Federazione di atletica leggera della SSR kazaka. Pertanto si ritiene che la data della sua fondazione sia il 1959.
Prima della dichiarazione di indipendenza della Repubblica del Kazakistan, nel 1991, la Federazione Repubblicana era una divisione della Federazione All-Union ed era coinvolta nello sviluppo dell'atletica a livello repubblicano.
Il 30 maggio 1992 a Toronto (Canada) presso il Consiglio IAAF, la FLA RK è stata ammessa tra i membri temporanei della IAAF, e il 2 giugno 1992 a Doha (Qatar) presso il Consiglio AAAA - tra i membri temporanei dell'Associazione asiatica . Il 10 agosto 1993 a Stoccarda (Germania) al 39º Congresso IAAF, FLA RK è stata accettata come membro permanente della IAAF, e il 29 novembre a Manila (Filippine) al 10º Congresso AAA - come membro permanente della AAA.

## Struttura
Il massimo organo di governo della FLA della Repubblica del Kazakistan è la Confederazione, che comprende il presidente, i vicepresidenti, i membri della federazione, i capi delle filiali e delle federazioni regionali.
Attualmente, il presidente della FLA della Repubblica del Kazakistan è Danial Kenzhetaevich Akhmetov , eletto a questa carica il 16 marzo 2018 e ha sostituito Adilbek Dzhaksybekov.
Dal 3 maggio 2017, l'allenatore della squadra nazionale è Grigory Aleksandrovich Egorov.
L’organo permanente di governo è il Segretario Generale. Dal 27 settembre 2018, questa posizione è ricoperta da Askhat Rashidovich Seisembekov.